# Vosjod (Novokubansk, Krasnodar)
Vosjod (del ruso: Восход) es un posiólok del raión de Novokubansk, en el krai de Krasnodar de Rusia. Está situado en la orilla izquierda del río Kubán, 9 km al norte de Novokubansk y 157 km al este de Krasnodar. Tenía 2 860 habitantes en 2010.
Pertenece al municipio Kovalévskoye.